# Liste des cavités naturelles les plus profondes de Tarn-et-Garonne
La liste des cavités naturelles les plus profondes de Tarn-et-Garonne recense, sous forme de tableau(x), les cavités souterraines naturelles connues dans ce département français, dont le dénivelé est supérieur ou égal à vingt-cinq mètres.
La communauté spéléologique considère qu'une cavité souterraine naturelle n'existe vraiment qu'à partir du moment où elle est « inventée » c'est-à-dire découverte (ou redécouverte), inventoriée, topographiée et publiée. Bien sûr, la réalité physique d'une cavité naturelle est la plupart du temps bien antérieure à sa découverte par l'homme ; cependant tant qu'elle n'est pas explorée, mesurée et révélée, la cavité naturelle n'appartient pas au domaine de la connaissance partagée.
La liste spéléométrique des 14 plus profondes cavités naturelles de Tarn-et-Garonne (≥ vingt-cinq mètres) est actualisée à fin décembre 2019.
La plus profonde cavité souterraine naturelle répertoriée dans le département de Tarn-et-Garonne est « l'aven Toura  », sur la commune de Saint-Antonin-Noble-Val (cf. ligne 1 du tableau ci-dessous).
| \| Histogramme de la répartition des plus profondes cavités naturelles du Tarn-et-Garonne par classe de dénivelé -- Les 14 cavités citées fin 2019 sont réparties en 4 classes de dénivelé -- \| \| \| \| \| \| \| \| \| \| \| \| \| \| \| classe I >= 500 m 0 cavité[s] \| classe II >= 200 m et < 500 m 0 cavités \| classe III >= 150 m et < 200 m 1 cavités \| classe IV >= 20 m et < 150 m 13 cavités \| \| |                               |                                         |                                          |                                         |  |
| Le graphique qui aurait dû être présenté ici ne peut pas être affiché car il utilise l'ancienne extension Graph, désactivée pour des questions de sécurité. Des indications pour créer un nouveau graphique avec la nouvelle extension Chart sont disponibles ici . |                               |                                         |                                          |                                         |  |
| Histogramme de la répartition des plus profondes cavités naturelles du Tarn-et-Garonne par classe de dénivelé -- Les 14 cavités citées fin 2019 sont réparties en 4 classes de dénivelé -- |                               |                                         |                                          |                                         |  |
| |                               |                                         |                                          |                                         |  |
| | classe I >= 500 m 0 cavité[s] | classe II >= 200 m et < 500 m 0 cavités | classe III >= 150 m et < 200 m 1 cavités | classe IV >= 20 m et < 150 m 13 cavités |  |

## Cavités de Tarn-et-Garonne (France) dont la dénivellation est supérieure ou égale à500 mètres
Aucune cavité n'est recensée dans cette « classe I » au 31-12-2019.

## Cavités de Tarn-et-Garonne (France) dont la dénivellation est comprise entre200 mètreset499 mètres
Aucune cavité n'est recensée dans cette « classe II » au 31-12-2019.

## Cavités de Tarn-et-Garonne (France) dont la dénivellation est comprise entre150 mètreset199 mètres
1 cavité est recensée dans cette « classe III » au 31-12-2019.
| Réf. | Cavité (autres noms) | Commune                 | Massif ou zone   | Coordonnées (WGS 84)        | Dénivelée (mètres) | Développe. (mètres) | Sources ou références          | Mise à jour |
| ---- | -------------------- | ----------------------- | ---------------- | --------------------------- | ------------------ | ------------------- | ------------------------------ | ----------- |
| 1    | Aven Toura           | Saint-Antonin-Noble-Val | Causse de Caylus | 44° 08′ 56″ N, 1° 41′ 06″ E | +000159, m         | +5 971, m           | Plongeesout.com & Grottocenter | 2000-00     |

## Cavités de Tarn-et-Garonne (France) dont la dénivellation est comprise entre25 mètreset149 mètres
13 cavités sont recensées dans cette « classe IV » au 31-12-2018.
| Réf. | Cavité (autres noms)                         | Commune                 | Massif ou zone   | Coordonnées (WGS 84)        | Dénivelée (mètres) | Développe. (mètres) | Sources ou références        | Mise à jour |
| ---- | -------------------------------------------- | ----------------------- | ---------------- | --------------------------- | ------------------ | ------------------- | ---------------------------- | ----------- |
| 2    | Igue de Penayrols                            | Saint-Antonin-Noble-Val | Causse de Caylus | 44° 08′ 26″ N, 1° 39′ 28″ E | +000112, m         | +0000, m            | Spelunca n°120               | 2001-00     |
| 3    | Igue des Rameaux - grotte de la Dame Blanche | Saint-Antonin-Noble-Val | Causse de Caylus | 44° 08′ 51″ N, 1° 42′ 27″ E | +000105, m         | +6 000, m           | Spéléoc n°83 & SpéléOc n°109 | 2000-00     |
| 4    | Igue de Millefonds                           | Verfeil                 | Terrefort        | 44° 12′ 12″ N, 1° 53′ 18″ E | +0 00090, m        | +0000, m            | Spéléométrie de la France    | 2000-00     |
| 5    | Source de Touryès                            | Cazals                  | Causse de Caylus | 44° 07′ 45″ N, 1° 42′ 24″ E | +0 00087, m        | +2 465, m           | Plongeesout.org              | 2000-00     |
| 6    | Grotte du Capucin                            | Saint-Antonin-Noble-Val | Causse de Caylus | 44° 09′ 04″ N, 1° 43′ 04″ E | +0 00060, m        | +1 100, m           | Spéléométrie de la France    | 2000-00     |
| 7    | Igue de Poussou                              | Caylus                  | Causse de Caylus | 44° 14′ 26″ N, 1° 43′ 54″ E | +0 00055, m        | +0000, m            | Spéléométrie de la France    | 2000-00     |
| 8    | Avens de Ric                                 | Saint-Antonin-Noble-Val |                  | 44° 07′ 28″ N, 1° 43′ 35″ E | +0 00053, m        | +0000, m            | Spéléométrie de la France    | 2000-00     |
| 9    | Igue Julian                                  | Saint-Antonin-Noble-Val | Causse de Caylus | 44° 08′ 31″ N, 1° 42′ 11″ E | +0 00050, m        | +0000, m            | Grottocenter                 | 2000-00     |
| 10   | Igue de la Bouriasse                         | Saint-Antonin-Noble-Val |                  | 44° 07′ 43″ N, 1° 45′ 17″ E | +0 00035, m        | +0000, m            | Spéléométrie de la France    | 2000-00     |
| 11   | Igue de Roane                                | Saint-Antonin-Noble-Val | Causse de Caylus | 44° 09′ 10″ N, 1° 41′ 45″ E | +0 00035, m        | +0000, m            | Spéléométrie de la France    | 2000-00     |
| 12   | Gourp de Féneyrols                           | Féneyrols               |                  | 44° 07′ 43″ N, 1° 49′ 18″ E | +0 00031, m        | +1 400, m           | Spéléométrie de la France    | 2000-00     |
| 13   | Igue de Ganiole                              | Puylaroque              | Causse de Caylus | 44° 15′ 11″ N, 1° 40′ 31″ E | +0 00025, m        | +0000, m            | Spéléométrie de la France    | 2000-00     |
| 14   | Igue de Naoudounas                           | Cazals                  | Causse de Caylus | 44° 08′ 12″ N, 1° 41′ 43″ E | +0 00025, m        | +0000, m            | Spéléométrie de la France    | 2000-00     |